# 杏花戯曲十種
杏花戯曲十種（きょうか ぎきょく じっしゅ）は、二代目市川左團次が撰した高島屋 市川左團次家のお家芸9種。当初は松莚戯曲十種（しょうえん ぎきょく じっしゅ）といったが、後に二代目左團次の俳名である「杏花」に拠って現行の名称になった。
いずれも新歌舞伎の演目で、岡本綺堂作の演目が6種を占める。
- 修禅寺物語（しゅぜんじ ものがたり）　岡本綺堂 作
- 佐々木高綱（ささきたかつな）　岡本綺堂 作
- 鳥辺山心中（とりべやま しんじゅう）　岡本綺堂 作
- 番町皿屋敷（ばんちょう さらやしき）　岡本綺堂 作
- 尾上伊太八（おのえ いだはち）　岡本綺堂 作
- 今様薩摩歌（いまよう さつまうた） 岡鬼太郎 作
- 文覚（もんがく）　松居松葉 作
- 新宿夜話（しんじゅく よばなし）　岡本綺堂 作
- 将軍江戸を去る（しょうぐん えどをさる）　真山青果 作